# Бойчук Ігор Іванович
Бойчук Ігор Іванович (20 вересня 1947 року, с. Іванівка) — український лісівник, заступник директора ДП «Осмолодське ЛМГ», кандидат сільськогосподарських наук. Член-кореспондент Лісівничої академії наук України і Української екологічної академії наук.

## Біографія
Бойчук Ігор Іванович народився 20 вересня 1947 року в селі Іванівка Рожнятівського району Івано-Франківської області.
У 1969 році закінчив Львівський лісотехнічний інститут за спеціальністю «лісове господарство», здобувши кваліфікацію «інженер лісового господарства». Трудову діяльність розпочав 1970 року на посаді помічника лісничого Сливківського лісництва Осмолодського лісокомбінату. 
У 1970—1971 роках служив у лавах Радянської армії, після чого продовжував працювати в системі лісового господарства: 1971—1972 роки — помічник лісничого Ангелівського лісництва, 1972—1982 роки — лісничий Піскавського лісництва, 1982—1995 роки — заступник директора Осмолодського лісокомбінату. У період 1995—2009 років працює директором ДП «Осмолодське лісомисливське господарство».
У 1999 році захистив кандидатську дисертацію на тему «Ліси басейну ріки Лімниці в Українських Карпатах, їх відновлення та охорона» на спеціалізованій вченій раді Українського державного лісотехнічного університету за спеціальністю 06.03.03 — лісознавство і лісівництво. З вересня 2009 року працює смт Брошнів Рожнятівського району Івано-Франківської області заступником директора з лісового господарства ДП «Осмолодське лісомисливське господарство», за займає посаду доцента кафедри лісівництва Національного лісотехнічного університету України.
Бойчук Ігор Іванович дійсний член Наукового товариства імені Шевченка, член-кореспондент Української екологічної і Лісівничої академії наук України.

## Наукові праці
Основні напрямки наукових досліджень стосуються проблем гірського лісівництва, топологічних особливостей формування лісового покриву, антропогенних та природних змін лісів, їх відновлення та охорони, загальних тенденцій формування деревостанів.
Бойчук Ігор Іванович є автором та співавтором більше 25 наукових робіт, двох монографічних видань:
- Tretiak P., Bojczuk I. Antropogeniczne i naturalne przemiany lasow w Gorganach // Roczniki Bieszczadzkie. — 1997. — T. 6. — S. 177—183. (пол.)
- Бойчук І. І. Антропогенні та природні зміни в лісах Горган у верхів'ї басейну р. Лімниці // Науковий вісник: Збірка науково-технічних праць. — Л.: УкрДЛТУ, 1997. — Випуск 5. — С. 21-25.
- Бойчук І. І., Костенко А. В., Кульчицький І. М. та ін. Лісівнича інформаційна система: стан розробки та перспективи // Геодезія, картографія і аерофотознімання: Міжвідомча науково-технічна збірка. — Л.: ДУ «Львівська політехніка», 1997. — Випуск 58. — С. 142—143.
- Бойчук І. І. Природні господарсько-перспективні комплекси Горган // Науковий вісник: Збірка науково-технічних праць. — Л.: УкрДЛТУ, 1997. — Випуск 7. — С. 3—9.
- Історія осмолодської пущі / Бойчук І. І., Гайдукевич М. І., Парпан В. І. та ін. / За ред. П. Третяка та В. Парпана. — Л.: НТШ, 1998. — 145 с.
- Стойко С. М., Третяк П. Р., Бойчук І. І., Онишко З. Д. Сосна кедрова (Pinus cembra L.) на верхній межі лісу у Ґорґанах: хорологія, екологія, ценологія // Науковий вісник УкрДЛТУ: Дослідження, охорона та збагачення біорізноманіття. — Л.: УкрДЛТУ, 1999. — Випуск 9.9. — С. 173—179.
- Бойчук І. І. Ліси верхів'я басейну ріки Лімниця, їх використання і відтворення // Праці наукового товариства імені Тараса Шевченка. Екологічний збірник на пошану А. С. Лазаренка. — Л.: Наукове товариство імені Шевченка, 1999. — Том ІІІ. — С. 139—152.
- Голояд Б. Я., Бойчук І. І. Екологічні основи захисту гірсько-лісових басейнових екосистем від шкідливих екзогенних процесів в Українських Карпатах. Вирішення важливих еколого-географічних і лісівничих проблем. — Івано-Франківськ, 2001. — 290 с.
- Бойчук І. І. Тенденції змін складу деревостанів у найпоширеніших типах лісу в середньогір'ї Ґорґан // Лісівнича академія наук України: Наукові праці. — Л.: видавництво НУ «Львівська політехніка», 2003. — Випуск 2. — C. 75—78.
- Бойчук І. І., Третяк П. Р., Черневий Ю. І. та ін. Особливості росту модельних дерев сосни звичайної на оліготрофному болоті в Горганах // Наукові праці ЛАНУ. Л.: видавництво НУ «Львівська політехніка», 2007. — Випуск 5. — С. 65—68.

## Нагороди
За багаторічну плідну роботу в царині лісового господарства нагороджений:
- 1981 — медаль «За трудову відзнаку»,
- 2004 — почесна відзнака «Відмінник лісового господарства України».